# Extinct Instinct
Extinct Instinct is het derde album van Threshold, uitgebracht in 1997 door Giant Electric Pea. Het is het eerste album met drummer Mark Heaney en het tweede met Damian Wilson op zang.
Het werd in 2004 heruitgebracht door InsideOut Records.

## Track listing
1. "Exposed" – 6:27
2. "Somatography" – 6:26
3. "Eat The Unicorn" – 10:06
4. "Forever" – 4:35
5. "Virtual Isolation" – 5:33
6. "The Whispering" – 7:50
7. "Lake of Despond" – 6:22
8. "Clear" – 3:22
9. "Life Flow" – 6:00
10. "Part Of The Chaos" – 8:17

Op de heruitgave staan drie bonusnummers. In tegenstelling tot de andere heruitgaves staat er geen multimedia-sectie op.

## Band
- Damian Wilson - Zanger
- Karl Groom - Gitarist
- Nick Midson - Gitarist
- Jon Jeary - Bassist
- Richard West - Toetsenist
- Mark Heaney - Drummer